# I baffi
I baffi (La moustache) è un romanzo drammatico di Emmanuel Carrère del 1986.
Dichiaratamente ispirato ai temi di Uno, nessuno e centomila di Luigi Pirandello, racconta di un uomo, mai chiamato per nome, che dopo anni decide di tagliarsi i baffi, ma siccome nessuno si accorge di questo atto la sua intera vita e convinzione personale crolla.

## Trama
Il protagonista è un architetto che convive con la compagna Agnès a Parigi. Da anni baffuto, una sera, prima di andare con Agnès a cena da amici, decide di radersi i baffi per provare un nuovo look, ricevendo l'approvazione dell'idea da parte della compagna. Il suo castello di carte inizia a crollare quando Agnès (e in seguito gli amici Serge e Veronique) non gli dicono nulla, apparentemente non notando la novità. In seguito inizierà un turbine di follia quando la compagna, gli amici e i colleghi inizieranno ad affermare che lui i baffi non li ha mai avuti. La condizione del protagonista porterà a una repentina frattura con Agnès, che inizierà gradualmente a smontare ogni sua convinzione, negando la presenza dei baffi nelle fotografie dove lui li vede, affermando che il padre di lui sia morto, sostenendo di non conoscere nessun Serge e nessuna Veronique e di non essere mai andati in vacanza in luoghi di cui il compagno è certo. La situazione porterà lui a decidere di fuggire, prendendo un aereo per Hong Kong, dove passa il tempo a osservare le persone che popolano la città e a fare avanti e indietro su un battello. Alla fine la follia che attraversa lo porterà a immaginarsi la presenza di Agnès nel suo hotel hongkonghese e decide di porre fine alla sua condizione prima mutilandosi sopra il labbro superiore e in seguito tagliandosi la gola con il rasoio.

## Edizioni

### Edizioni in italiano
- Emmanuel Carrère, I baffi, trad. G. Civiletti, Roma, Theoria, Roma, 1987.
- Emmanuel Carrère, I baffi, collana I Grandi Tascabili, Bompiani, Milano, 2000
- Emmanuel Carrère, I baffi, collana Fabula, traduzione di Maurizia Balmelli, Adelphi, Milano, 2020, ISBN 9788845934599.

## Adattamento cinematografico
Nel 2005 è stata tratta una versione cinematografica, diretta dallo stesso Carrère, intitolata L'amore sospetto.